# Sphyraena iburiensis
Sphyraena iburiensis es un pez de la familia de los esfirénidos en el orden de los perciformes.

## Morfología
Pueden alcanzar los 23 cm de largo total.

## Distribución geográfica
Se encuentran en las costas del Japón.